# Flagskib
Flagskibet eller kommandoskibet er det skib i en flåde eller en task force (flåde-styrke), hvor flådens/styrkens chef befinder sig om bord. Hvis styrkens chef har rang af admiral, kaldes dette skib også for admiralskib.